# Wroughtonia cornuta
Wroughtonia cornuta är en stekelart som beskrevs av Cameron 1899. Wroughtonia cornuta ingår i släktet Wroughtonia och familjen bracksteklar. Inga underarter finns listade i Catalogue of Life.